# Galesburg (Illinois)
Galesburg  è una città degli Stati Uniti d'America, capoluogo della Contea di Knox nello Stato dell'Illinois.
Al censimento del 2000 possedeva una popolazione di 33 706 abitanti.
Galesburg è sede di due importanti istituti scolastici superiori: il Knox College e il Carl Sandburg College.